# Het papieren servetje
Het papieren servetje is een hoorspel van Ludvík Aškenazy. Die Serviette werd op 3 september 1968 door de Bayerischer Rundfunk uitgezonden. C. Denoyer vertaalde het en de VARA zond het uit op zaterdag 18 december 1971 (met een herhaling op zaterdag 5 oktober 1974). De regisseur was Ad Löbler. Het hoorspel duurde 47 minuten.

## Rolbezetting
- Joke Hagelen (Jana)
- Frans Somers (de ambtenaar)

## Inhoud
Het meisje Jana, lid van een Tsjechoslowaakse dansgroep, is na een gastvoorstelling een dag en een nacht in München blijven hangen. Terug in Praag zou men de details weleens preciezer willen weten. De ambtenaar die met het verhoor belast is, moet echter al gauw inzien dat op zijn formulier enkele rubrieken ontbreken voor Jana’s flirt met een jongeman, Kurka genaamd. De politieke achtergronden, die de geenszins onmenselijke beambte graag achter Jana’s ongeoorloofde verwijdering van de dansgroep zou willen zien, komen pas ter sprake als het meisje naar de "grenzen" vraagt, die zelfs bij een onschuldige flirt tussen jonge mensen getrokken worden…